# Els Llombards
Es Llombards és un llogaret del terme de Santanyí, a Mallorca. Està situat a 3 km de la vila de Santanyí. Al seu voltant es troben algunes cales conegudes, com Cala Llombards o el Caló del Moro. L'any 2018 tenia 560 habitants, anomenats llombarders